# Pluhár Gábor
Pluhár Gábor (Székelyudvarhely, 1877. június 11. – Székelyudvarhely, 1947. december 30.) erdélyi magyar  elbeszélő, publicista.

## Élete
Középiskoláit a székelyudvarhelyi Római Katolikus Főgimnáziumban végezte (1887–96), utána MÁV-tisztviselő volt: 1906–19 között Szovátafürdő állomásfőnöke. Ekkor, mint esküt nem tett állami tisztviselőt, nyugdíjazták. Nyugdíjasként Homoródfürdő fürdőigazgatója; 1929-től a székelyudvarhelyi Ipartestület titkára, a Székely Dalegylet titkára, majd alelnöke, az Országos Magyar Párt udvarhelyi tagozatának jegyzője.

## Munkássága
Elbeszélései, publicisztikai írásai, „góbéságai” 1922-től jelentek meg a Székely Közéletben, a kolozsvári Ellenzékben. A vak katona című melodrámáját (1930) udvarhelyi műkedvelők több előadásban is nagy sikerrel mutatták be. A Székely Dalegylet vidéken című írása a Székelyudvarhelyi Székely Dalegylet emlékkönyvecskéje (1868–1938) című, Lévai Lajos szerkesztette kötetben (Székelyudvarhely, 1939) jelent meg. Levél jött az édesanyának című verse egyleveles nyomtatványként 1940. február 10-i keltezéssel látott napvilágot.
Hagyatékában fennmaradt egy Zsuzsi hoppon marad című írás kefelevonata és levelezése Kókai Lajos pesti kiadóval; a könyv megjelenéséről azonban nincs adatunk.
A két háború között udvarhelyi műsoros esteken szívesen és sikerrel konferált; népieskedő írásait Gábor bá’ álnéven közölte.